# Le Petit-Bornand-les-Glières
Le Petit-Bornand-les-Glières is een plaats en voormalige gemeente in het Franse departement Haute-Savoie (regio Auvergne-Rhône-Alpes) en telt 870 inwoners (1999). De plaats maakt deel uit van het arrondissement Bonneville. Le Petit-Bornand-les-Glières is op 1 januari 2019 gefuseerd met de gemeente Entremont tot de gemeente Glières-Val-de-Borne. 

## Geografie
De oppervlakte van Le Petit-Bornand-les-Glières bedraagt 53,1 km², de bevolkingsdichtheid is 16,4 inwoners per km².
De onderstaande kaart toont de ligging van Le Petit-Bornand-les-Glières met de belangrijkste infrastructuur en aangrenzende gemeenten.

## Demografie
Onderstaande figuur toont het verloop van het inwonertal (bron: INSEE-tellingen).